# Naseef Naeem
Naseef Naeem (* 1974 in Fairouzeh bei Homs, Syrien) ist ein deutscher Jurist und Nahostexperte mit Schwerpunkt auf Staats- und Verfassungsfragen.

## Werdegang

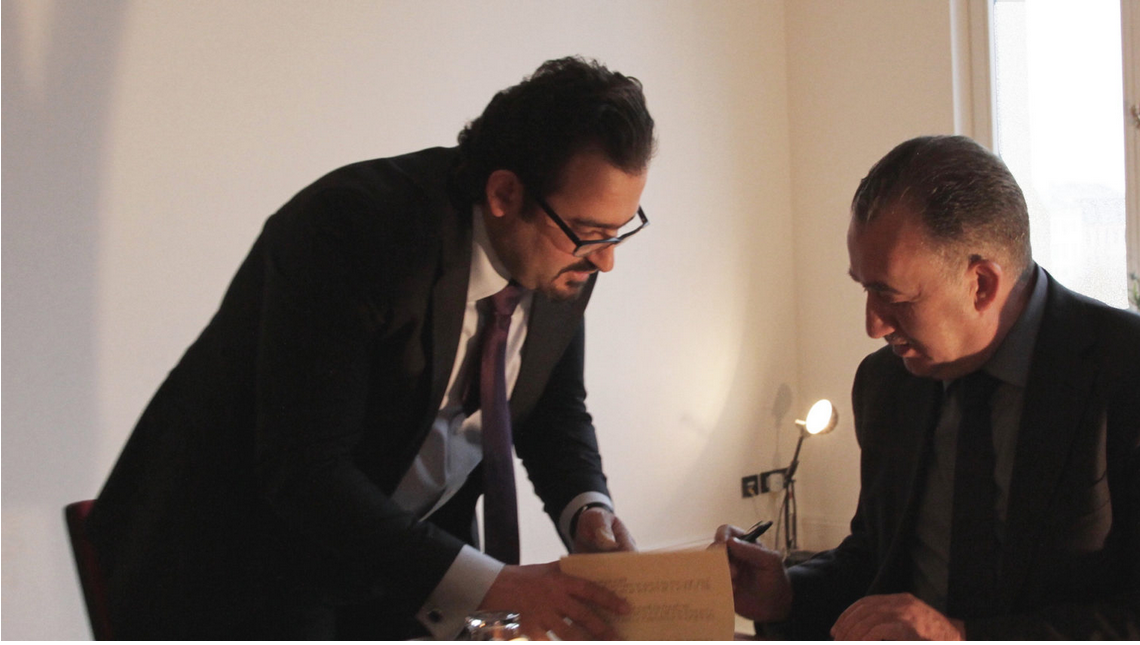
Staatsrechtler Naseef Naeem (links) bei der Beurkundung der "syrischen Charta" im November 2017

Naseef Naeem studierte Rechtswissenschaften an den Universitäten Aleppo und Damaskus. Er praktizierte erst mehrere Jahre als Rechtsanwalt in seiner Heimatstadt Homs, bevor er mit einem Promotionsstipendium nach Deutschland kam. 2007 wurde er an der Gottfried Wilhelm Leibniz Universität Hannover mit einer Arbeit über die neue bundesstaatliche Ordnung des Irak promoviert. Danach war er u. a. für das Max-Planck-Institut für ausländisches öffentliches Recht und Völkerrecht als Staatsrechtler und Verfassungsrechtler tätig. Er unterrichtete als Dozent an der Universität Göttingen und war Mitherausgeber des Jahrbuchs für Verfassung, Recht und Staat im islamischen Kontext.
Bis Anfang 2018 leitete Naeem das Programm zur Friedensförderung der Deutschen Gesellschaft für Internationale Zusammenarbeit im Jemen.
Seit 2014 leitet er gemeinsam mit dem Orientalisten und Nahost-Experten Daniel Gerlach das Beratungsnetzwerk zenithCouncil zu Fragen von Recht und Staat in der arabischen Welt.
Naeem tritt regelmäßig in deutschen Medien als Experte zu politischen und rechtlichen Entwicklungen im Nahen Osten auf.
Im Oktober 2019 wurde bekannt, dass Naeem maßgeblich an den Verhandlungen zu einem Dokument für Grundlagen eines „neuen Gesellschaftsvertrags“ zwischen Konfliktparteien und Konfessionsgemeinschaften in Syrien beteiligt war und die geheimen Sitzungen einer Bewegung leitet, die sich Rat der syrischen Charta nennt. Der Bewegung gehören Vertreter verschiedener syrischer Konfessionsgemeinschaften, Stämme und gesellschaftlicher Gruppen an.

## Positionen
Verfassungen in der arabischen Welt
Laut Naeem orientieren sich die Verfassungen der meisten arabischen Staaten am Vorbild der Fünften Französischen Republik, die der damalige Staatspräsident Charles de Gaulle stark sich zugeschnitten habe. Sie propagierten einen "starken, männlichen Staat". Die irakischen Verfassungsväter nach 2003 hätten sich hingegen für ein parlamentarisches System "deutscher Prägung" entschieden, was ein Novum in der Geschichte der arabischen Welt gewesen sei.
Naeem vertritt die These, dass zur Stabilisierung der Staatlichkeit in den arabischen Staaten ein „Paradigmenwechsel hinsichtlich der kollektiven Identität des Staates“ notwendig sei. Außerdem sei eine Fragmentierung in den drei Elementen des Staates (Volk, Territorium und Staatsgewalt) Teil der Realität, mit der Staaten, Regierungen und internationale Akteure umgehen müssten.
"Militärkonstitutionalismus" in Ägypten
Zwischen dem Sturz von Präsident Husni Mubarak 2011 und der Machtübernahme durch das Militär in Ägypten 2013 beobachtete Naeem die "Entstehung einer neuen normativen Lage", in der sich die ägyptische Justiz und das Militär gegenseitig legitimierten, obwohl die juristische Handlungsgrundlage für beides fragwürdig sei. Naeem nennt diese Wechselbeziehung "Militärkonstitutionalismus". Darin überlasse die Justiz dem Militärrat große Spielräume und schaffe sich ihrerseits "eine Basis, in alle Bereiche außerhalb der unmittelbaren Macht des Militärrates zu intervenieren".
Syrisches Verfassungskomitee
Als Staatsrechtler und Verfassungsexperte äußerte sich Naeem wiederholt zu den Syrien-Verhandlungen der Vereinten Nationen in Genf und dem 2019 einberufenen Verfassungskomitee. Unabhängig davon, ob eine neue Verfassung notwendig und sinnvoll sei, sollten die Gespräche über technisch-juristische Details laut Naeem aber "dabei helfen, überhaupt wieder miteinander zu reden". Ein Problem der Verfassungsdiskussion sei allerdings, dass die Opposition sämtliche seit der Machtergreifung der Baath-Partei in Syrien 1963 verabschiedete Verfassungen für nicht legitim erachte.